# Catastrophe de l'Étançon
La catastrophe de l'Étançon est la dernière tragédie que connait le bassin minier de Ronchamp et Champagney le 16 décembre 1950. C'est l'un des événements marquants de la fin des houillères de Ronchamp en tuant quatre mineurs. Cet accident est dû à une subite arrivée d'eau, venue d'anciens travaux, envahissant la galerie Fourchie, une descenderie située dans le bois de l'Étançon, à proximité du puits du même nom.

## Contexte

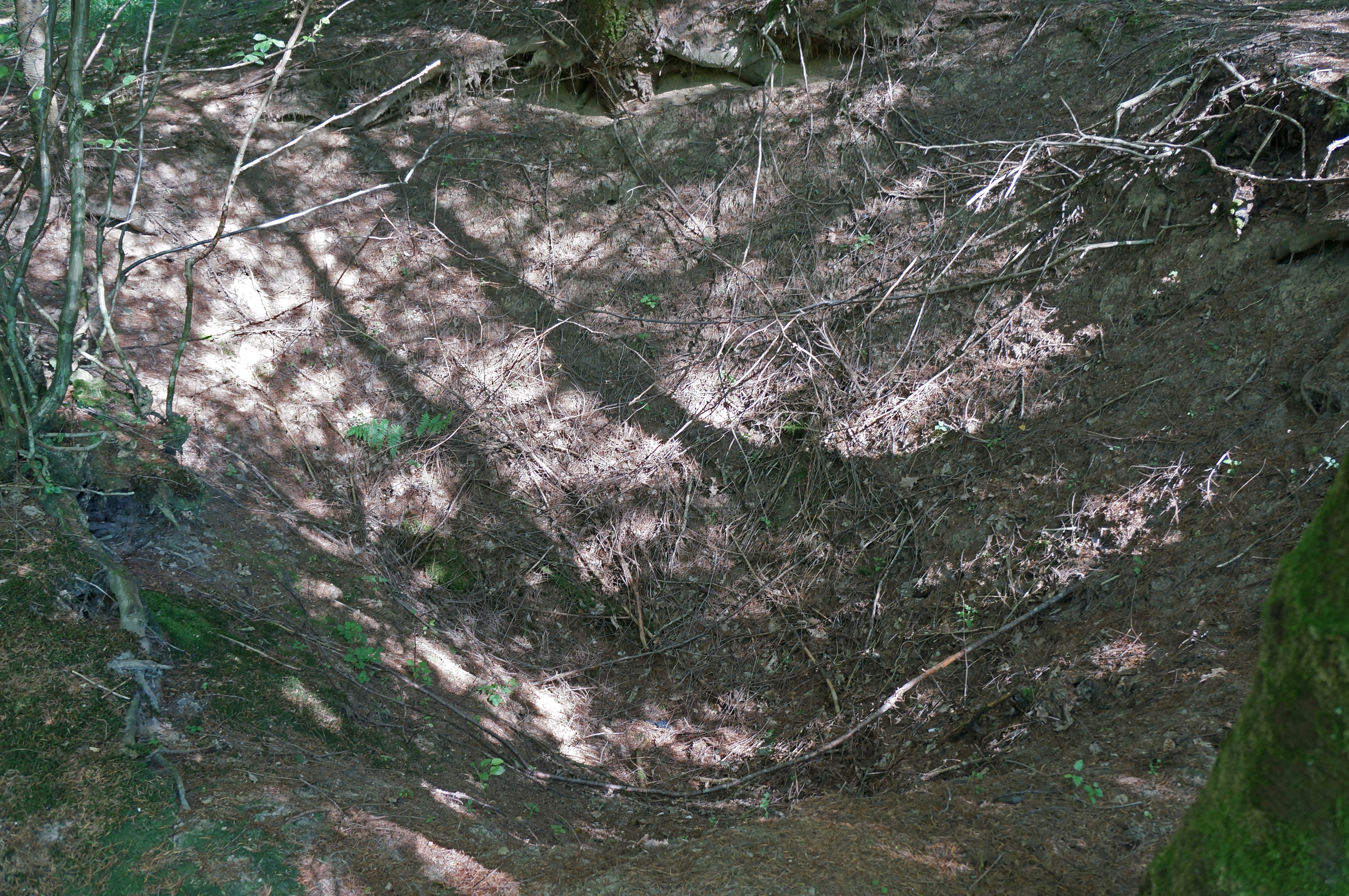
Un affaissement de la galerie Fourchie en 2013.

Lors de la nationalisation des houillères françaises en 1946, le bassin minier de Ronchamp est confié à Électricité de France, car trop éloigné des autres grands bassins miniers et possédant une importante centrale thermique. L'appauvrissement du gisement et sa faible rentabilité conduisent à effectuer des recherches aux affleurements de charbon, notamment à l'endroit où une première couche avait déjà été exploitée par de vieux travaux avec galeries au XVIIIe siècle et par les premiers puits du XIXe siècle, mais où une deuxième avait été dédaignée par manque de moyens techniques.
De 1949 à 1950 est ainsi creusé un petit puits dans la forêt de l'Étançon : le puits de l'Étançon d'une profondeur de 44 mètres. C'est à cette époque que sont également creusés la galerie 780, le fonçage Robert, le fonçage de l'Est, le plan Grisey no III, la galerie Datout et la galerie Fourchie. C'est un retour à l'artisanat des débuts que connaît cette mine pendant sa dernière décennie d'existence.
En 1950, l'entrée de la galerie Fourchie est située à 200 mètres du puits de l’Étançon mais les deux ne possèdent aucune liaison souterraine. Cette année-là est marquée par une fin d'automne pluvieuse qui noie les anciens travaux du secteur. Une inspection est réalisée par les Charbonnages de France et rien d'anormal n'est constaté.

## Déroulement
Le 16 décembre 1950, plusieurs éboulements se produisent dans la matinée, provoquant l'arrêt des travaux qui reprennent l'après-midi avec 21 ouvriers. Le chef d'équipe, monsieur Piguet, constate une forte arrivée d'eau à 17 h 30 alors qu'il est occupé à réparer un moteur, il sauve in extremis le galibot Boffy âgé de 16 ans et va donner l'alarme. Le directeur général monsieur Solasse et l'ingénieur principal Egermann arrivent les premiers sur les lieux avec leurs adjoints, puis arrivent les mineurs, les familles, les pompiers, les gendarmes, le docteur Maulini et le maire de Ronchamp, Alphonse Pheulpin, délégué mineur. Dans les heures et les jours qui suivent, tout est mis en œuvre pour tenter de rechercher et sauver quatre mineurs restés coincés au fond de la mine. Du matériel comprenant des transformateurs, des groupes électrogènes, des pompes sont amenés d'Alsace, de Belfort, de Besançon et de Paris pour faire baisser au plus vite le niveau de l'eau.

## Bilan
Cette catastrophe fait quatre victimes :
- Louis Billequez : 32 ans, marié, 2 enfants ;
- Martial Demesy : 27 ans, marié, 3 enfants ;
- Marius Jeanroy : 40 ans, marié, 1 enfant ;
- Gérard Kortitzko : 31 ans, marié, 2 enfants.

Ces mineurs sont retrouvés morts ensemble le 22 décembre, en fin de matinée. Le docteur Maulini annonce qu'ils sont morts noyés le jour de la catastrophe. Ils sont remontés à la surface et placés dans des cercueils qui sont exposés dans une chapelle ardente aménagée dans le hall des bureaux de la houillères. Leurs obsèques ont lieu deux jours plus tard, la veille de Noël à l'église de Ronchamp.

## Hommages
Après l'accident, une liaison est établie avec le puits de l'Étançon. À la fermeture des mines en 1958, la galerie est murée et une plaque de cuivre est scellée dans la pierre en hommage aux victimes. Le site se retrouve enfoui sous la décharge municipale. Pour le cinquantenaire de la catastrophe, un monument est installé au puits de l’Étançon avec une stèle d'hommage.